# 포르텐코뒤쥐
포르텐코뒤쥐(Sorex portenkoi)는 땃쥐과에 속하는 포유류의 일종이다. 러시아의 토착종이다.